# Bodianus frenchii

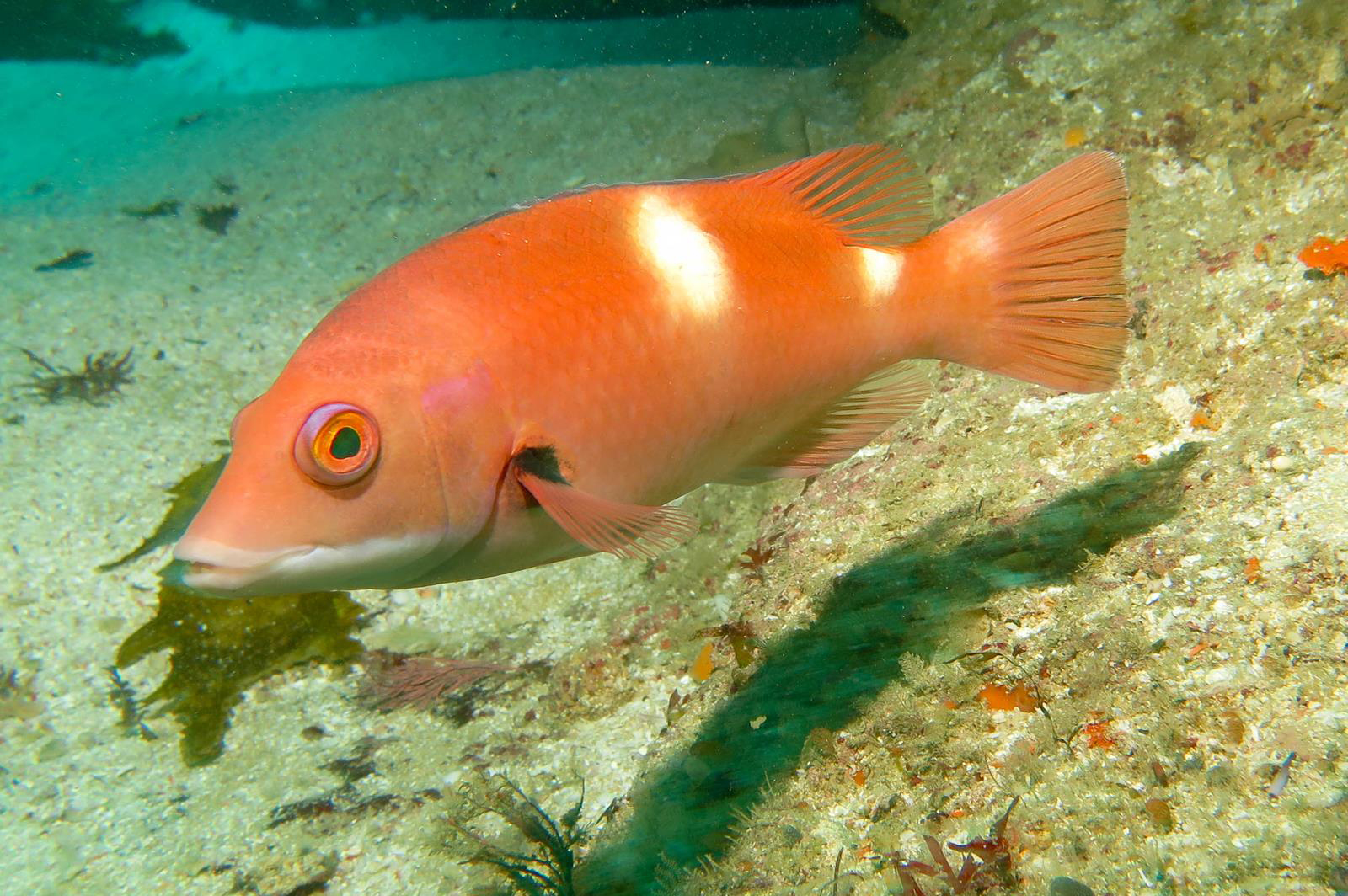

Bodianus frenchii (Klunzinger, 1879), conosciuto comunemente come pesce volpe (Foxfish), è un pesce d'acqua salata appartenente alla famiglia Labridae.

## Distribuzione e habitat
Proviene dal sud dell'Australia, dove è diffuso soprattutto in zone ricche di vegetazione acquatica con fondale roccioso. Può essere trovato fino a 40 m di profondità.

## Descrizione
Presenta un corpo di dimensioni medie; la lunghezza massima registrata è di 45 cm. La colorazione varia durante la vita del pesce: i giovani sono prima neri, poi grigi o rosati con macchie e striature gialle. La pinna caudale è giallastra. Sulla pinna dorsale, sulla pinna anale e alla base delle pinne pettorali sono presenti due ampie macchie nere circolari. Gli esemplari giovanili sono neri-marroni scuri a macchie chiare.
Negli adulti il corpo è prevalentemente rosso, ma la colorazione sul ventre è decisamente più pallida. Sul dorso sono presenti due o tre macchie pallide che tendono a sparire con l'età. La pinna caudale ha il margine dritto. È longevo e può arrivare a 60 anni di età.

## Riproduzione
È oviparo ed ermafrodita, la fecondazione è esterna e non ci sono cure nei confronti delle uova, deposte in primavera ed estate.

## Conservazione
Questa specie viene classificata dalla lista rossa IUCN come "prossima alla minaccia" (NT) perché è pescata abbastanza frequentemente sia per essere mangiata sia per l'acquariofilia.